# Neufmesnil
Neufmesnil är en kommun i departementet Manche i regionen Normandie i norra Frankrike. Kommunen ligger i kantonen La Haye-du-Puits som tillhör arrondissementet Coutances. År 2022 hade Neufmesnil 174 invånare.

## Befolkningsutveckling
Antalet invånare i kommunen Neufmesnil
| Referens: INSEE |